# Robert Hedin
Gunnar Robert Hedin (født 2. februar 1966 i Ystad) er en svensk håndboldtræner og tidligere håndboldspiller, der siden 2018 har været træner for USA's herrelandshold.

## Karriere
Som spiller var Hedin venstre back og spillede i klubber som Ystads IF HF, GWD Minden, TSV St. Otmar St. Gallen og TuS Nettelstedt-Lübbecke i en karriere, der strakte sig fra sidste i 1970'erne til 2004. I perioden 1988-1998 spillede han 195 kampe og scorede 335 mål for det svenske landshold. Han var i 1994 med til at vinde det første EM og året forinden VM-bronze. Desuden var han med til vinde OL-sølv i både 1992 og 1996, inden han vandt sin sidste landsholdsmedalje (sølv) ved VM 1997.
De sidste år af sin karriere var Hedin spillende træner i henholdsvis St. Gallen, Nettelstedt-Lübbecke og Ystad, inden han fra 2005 koncentrerede sig fuldt om trænerjobbet i Ystad. Siden har han været træner for MT Melsungen (2007-2009), Norge (2008-2014), Aalborg Håndbold (2011-2012) og Bregenz Handball (2014-2017), inden han påtog sig landstrænerjobbet i USA i 2018.

## Landsholdsedaljer
- EM 1994:  Guld
- OL 1992 og OL 1996  Sølv
- VM 1997:  Sølv
- VM 1993 og VM 1995:  Bronze